# Gisulfo II di Benevento
Gisulfo II (... – 751) è stato un duca longobardo, terzultimo duca di Benevento prima della caduta del regno longobardo.

## Biografia

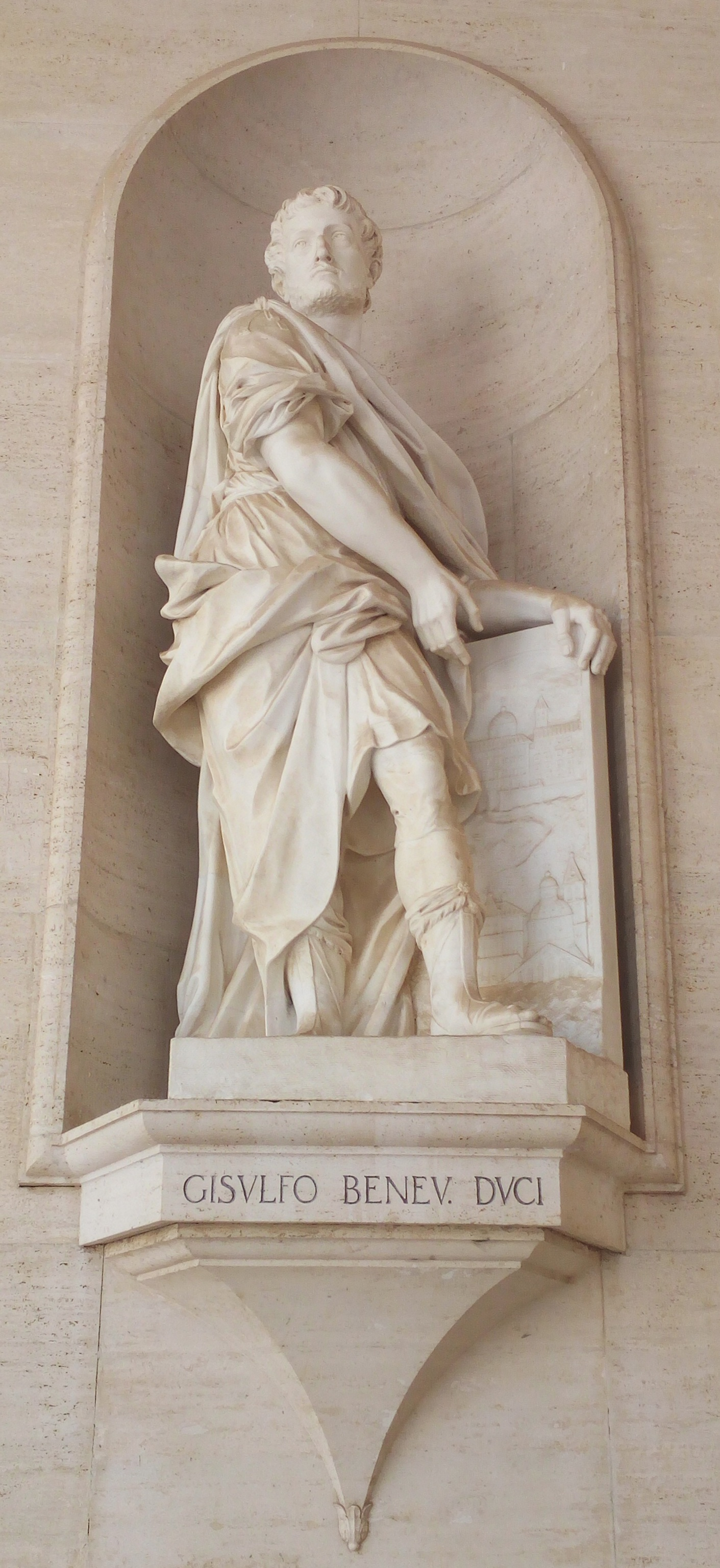
Statua di Giusulfo II di Benevento, 1700-1749, Francesco Maratta, Cattedrale di Santa Maria Assunta e San Benedetto abate, Abbazia di Montecassino

Gisulfo fu duca di Benevento dal 731 al 732 e in seguito nuovamente dal 742, dopo la caduta e la rimozione di Godescalco, fino alla sua morte, circa dieci anni più tardi (751).
Gisulfo era figlio di Romualdo II di Benevento e Gumperga, figlia di Aurona, sorella di Liutprando, e apparteneva alla stirpe dei Gausi. In quanto parente del re, era sostenuto dal potere reale, ma essendo minorenne al momento della morte del padre, un certo Audelais riuscì ad usurpare il ducato. Liutprando rimosse Audelais e, ponendo un altro nipote, Gregorio, sul trono, portò Gisulfo a Pavia per educarlo nel Palazzo Reale .
Nel 744, Gisulfo fece una donazione di territorio alla Abbazia di Montecassino che divenne la base della Terra Sancti Benedicti.
| Gisulfo II: solido                                                    | Gisulfo II: solido                                                        |
| --------------------------------------------------------------------- | ------------------------------------------------------------------------- |
|                                                                       |                                                                           |
| DNI INVS PP, busto coronato di fronte, che tiene un globo crucigero e | VICTOR SVSTO, croce potente su base; monogramma DUX / G. In esergo CONOB. |
| AV 3,92 g                                                             |                                                                           |

I Beneventani (o Sanniti) rimasero tuttavia fedeli a Gisulfo e alla dinastia di suo padre e quando, dopo la morte di Gregorio, Godescalco usurpò il trono ducale, il popolo si sollevò e lo uccise, permettendo a Liutprando di porre al potere l'oramai maggiorenne Gisulfo . Secondo Hartmann , Gisulfo seguì fedelmente le politiche di Liutprando.